# Стивенс (округ, Вашингтон)
Округ Стивенс (англ. Stevens County) — округ штата Вашингтон, США. Население округа на 2000 год составляло 40 066 человек. Административный центр округа — город Колвилл.

## История
Округ Стивенс основан в 1863 году.

## География
Округ занимает площадь 6418 км2.

## Демография
Согласно переписи населения 2000 года, в округе Стивенс проживало 40 066 человек (данные Бюро переписи населения США). Плотность населения составляла 6,2 человек на квадратный километр.